# نیدمور، شهرستان براون، ایندیانا
نیدمور (به انگلیسی: Needmore) یک منطقهٔ مسکونی در ایالات متحده آمریکا است که در شهرستان براون، ایندیانا واقع شده‌است. نیدمور ۲۲۰٫۹۸ متر بالاتر از سطح دریا واقع شده‌است.